# Roslags-Länna landskommun
Roslags-Länna landskommun var en tidigare kommun i Stockholms län. 

## Administrativ historik
Kommunen bildades vid kommunreformen 1952 som storkommun (enligt dåtida terminologi) genom sammanläggning av Länna, Riala och Roslags-Kulla. 1967 överfördes Roslags-Kulla församling till Österåkers landskommun, och 1971 gick resten av kommunen upp i Norrtälje kommun.

### Judiciell tillhörighet
I judiciellt hänseende hörde landskommunen till Mellersta Roslags domsaga och Mellersta Roslags domsagas tingslag.

### Kyrklig tillhörighet
I kyrkligt hänseende hörde landskommunen till församlingarna Länna, Riala och Roslags-Kulla.

## Geografi
Roslags-Länna landskommun omfattade den 1 januari 1952 en areal av 269,18 km², varav 254,26 km² land. Efter nymätningar och arealberäkningar färdiga den 1 januari 1955 omfattade landskommunen den 1 januari 1961 en areal av 270,58 km², varav 257,89 km² land.

### Tätorter i kommunen 1960
I Roslags-Länna landskommun fanns tätorten Bergshamra, som hade 203 invånare den 1 november 1960. Tätortsgraden i kommunen var då 7,9 procent.

## Politik

### Mandatfördelning i valen 1950-1966
| 11 | 9 | 6 | 4 |

| 28 |

| 10 | 8 | 7 | 5 |

| 28 |

| 10 | 9 | 5 | 6 |

| 26 |

| 10 | 9 | 5 | 6 |

| 26 |

| 8 |  | 10 | 5 | 6 |

| 27 |